# Dream Evil (album)
Az 1987-es Dream Evil az amerikai Dio heavy metal zenekar negyedik nagylemeze.

## Története
Az albumon 1986 decemberében kezdett dolgozni Ronnie James Dio és Craig Goldy. A zenekari próbák 1987 januárjában kezdődtek. 
A lemez 1987. július 21-én jelent meg. Ezen az albumon szerepelt először Craig Goldy gitáros, ugyanakkor ez Claude Schnell utolsó Dio-lemeze.

## Fogadtatás
A lemezbemutató turné a kaliforniai Irvine-ben kezdődött. Ezután a zenekar Európába ment, ahol már az első koncert előtt egy baleset történt: a kirakodás közben eltört egy szintetizátor. Ezenkívül a nürnbergi fellépés sem volt zökkenőmentes. A felszerelést szállító autó lerobbant az autópályán, és több autó is belehajtott. A hangszerek megsérültek, dobverőket pedig a Helloweentől kellett kölcsönkérni.
A turné második szakasza látványos showt hozott magával. A színpadon hatalmas acélpók,
lovagok tűntek fel, és pirotechnikát is használtak. Néhol egy tűzokádó sárkány is szerepelt
a fellépéseken.

## Az album dalai
A dalszövegeket Ronnie James Dio írta.
| 1. | Night People                | Appice, Bain, Dio, Goldy, Schnell. | 4:06 |
| 2. | Dream Evil                  | Dio, Goldy                         | 4:26 |
| 3. | Sunset Superman             | Appice, Bain, Dio, Goldy, Schnell  | 5:45 |
| 4. | All the Fools Sailed Away   | Dio, Goldy                         | 7:10 |
| 5. | Naked in the Rain           | Dio                                | 5:09 |
| 6. | Overlove                    | Appice, Dio, Goldy                 | 3:49 |
| 7. | I Could Have Been a Dreamer | Dio, Goldy                         | 4:42 |
| 8. | Faces in the Window         | Appice, Bain, Dio, Goldy, Schnell  | 3:53 |
| 9. | When a Woman Cries          | Appice, Bain, Dio, Goldy, Schnell  | 4:43 |

## Helyezések
| Ország  | Helyezés |
| ------- | -------- |
| Amerika | 43       |
| Anglia  | 8        |

| Év   | Kislemez                    | Amerikai helyezés |
| ---- | --------------------------- | ----------------- |
| 1987 | I Could Have Been a Dreamer | 33                |

## Közreműködők

### Dio
- Ronnie James Dio – ének
- Craig Goldy – gitár
- Jimmy Bain – basszusgitár
- Claude Schnell – billentyűk
- Vinny Appice – dob

### További zenészek
- Mitchell Singing Boys – háttérvokál az All The Fools Sailed Away dalon

### Produkció
- Ronnie James Dio – producer
- Angelo Arcuri – hangmérnök
- Charlie Brocco, Tom Biener és Allen Abrahamson – hangmérnökasszisztens
- George Marino – mastering
- Steve Huston – borító
- Amanda Schendel – borítóterv